# 真電
真電（しんでん、英: Shinden）は、かつてノジマが新潟県内で展開していた家電量販店の店舗ブランド。ロゴタイプで表示されていた名は「Shinden by Nojima（真電 by ノジマ）」。
また、株式会社真電（英: Shinden Co., Ltd.）は、2007年2月28日までこれを展開していた企業で、新潟市に本店を置いていた。同社は翌3月1日付でノジマに吸収合併され解散し、現在はノジマが全店舗の運営を行っている。

## 概要・歴史

### 創業・業績の変遷
1958年11月2日に家電販売業の真柄電器商会（真電商会）として創業。1975年に株式会社組織となり、「株式会社真電」に改組した。
創業当初から店舗は新潟県内だけで展開しており、1970年代以降は主要市町村の幹線道路沿いにロードサイド型店舗を展開する手法で業績を伸ばした。当時県内には家電量販店が少なく、大手量販店に関しては1975年秋に石丸電気が、さらに1980年代に入るとコジマ、ヤマダ電機、上新電機などが相次いで進出したが、真電は地場のブランド力が強かったこともあってバブル景気までは好調な業績を挙げていた。1982年には新潟市万代二丁目2番2号（現中央区）の万代シテイバスセンター北西側に新潟本店を開店。本社も置かれ、万代シテイに隣接する好立地も奏功して賑わいを見せていた（本社は1988年、隣接区画にあるリバービューSDビル内へ移転）。1991年には新潟証券取引所に株式を上場したが、同取引所の東京証券取引所への吸収合併に伴い2000年3月、東証二部に株式上場した。
だがバブル崩壊以降は業績が低迷。その後県内には前出の各社をはじめとする大手各社が真電同様、県内各地で郊外の幹線道路沿いなどにロードサイド型店舗の展開を進めた。こうした中、1995年夏にはヨドバシカメラが新潟駅構内に進出、また当時北蒲原郡中条町（現胎内市）に本社を置いていた地元家電店大手の北越電機（北越デンキ）が1993年にカトーデンキ販売（現ケーズホールディングス）と業務提携しフランチャイズ契約を締結するなど、各社間の競争が激化していく中で真電の業績は徐々に悪化。郊外型店舗では建物の老朽化・狭隘化に加え、他社との価格競争でも苦戦した。特に新潟本店は郊外への買い物客流出が響き、またビルディング型の多層階で売場面積が狭く、回遊性が低い売場効率の悪さもあって一層の苦戦を強いられることとなった。

### ラオックスとの業務提携
業績不振が続いた真電は2000年11月にラオックスと提携し、合弁会社のラオックス真電を設立。2002年には真電の第三者割当で発行した新株200万株をラオックスが取得して資本・業務提携を行い、同社との関係を強めた。2003年に開店した大型店舗の「ラオックス真電長岡店」以降、店舗名は「ラオックス真電」となり、一部の既存店舗でも「LaOX」ロゴの使用を開始。店舗の大型化を進め、パソコンなど情報家電の販売強化に重点を置くなど基盤強化を図った。
また大手との差別化を図るため「地域密着」と「サービス重視」を強調する営業体制の構築に取り組み、その一環として家電製品のサポートを行う「タスキーサービス」と呼ばれる真電独自のサービスを展開した。これは購入品のアフターサービスとは異なり、家電の操作に疎い顧客や高齢者を対象に、換気扇やエアコンのフィルター交換や蛍光灯・電球・乾電池の交換、各種機器の配線、テレビのチャンネル設定などといった軽作業を顧客に代行して行うサービスで、地元の強みを活かしたものであった。
しかし、こうした策も業績改善にはつながらず、ラオックス真電は2005年をもって真電に業務を譲渡して解散し、事業運営は真電に一本化。但し「ラオックス真電」は店舗ブランドとしてのみ存続し、商品供給も引き続き自社とラオックスの2系統から行われていた。

### ノジマとの合併
結局真電は自力での業績改善は困難と判断し、大手各社と対抗するため、仕入れ力の向上や経営の効率化を目指して当時業界10位のノジマに合併を申し入れ、2006年10月17日に翌2007年3月1日付でノジマが真電を吸収合併することで合意した。
ノジマは1990年代中盤、三条市に本社を置くホームセンター大手・アークランドサカモトの子会社「ランドジャパン」が運営する会員制のディスカウントストア「ランドクラブ」2店舗（新潟市中央区女池8=2007年6月閉店、長岡市南七日町=2008年1月閉店）にテナントとして家電店を出店していた。ランドクラブの家電部門はその後ランドジャパンの自社運営に切り替わり、店舗名を「メディアLamd」に改称、ノジマから社員を出向させ共同運営を行う形式に変更されたため、店舗としては新潟県から一時撤退していたが、真電合併によって新潟県に再進出することとなった。真電の株式は東証二部に上場していたが、合併に伴って株式交換を実施し同年2月23日に上場廃止。真電の代表取締役社長であった真柄準一はノジマの代表執行役副会長に就任し、ノジマ社内には真電専門の事業部「真電販売グループ」が設けられた。またブランドロゴは「真電」「shinden」「LaOX shinden」から、ノジマのロゴの意匠に準じた「Shinden by Nojima」に変更された。「真電」のブランドは県内で長年浸透しており、その活用を図ったものである。しかし合併後もサインポールなど店舗のエクステリア部などを改修せず、合併前の旧ロゴを掲出したまま営業を行っている店舗もある。合併当初、真電各店舗で発行される領収証・レシートの社名・店名表記は「株式会社ノジマ 真電○○店」となっていた。
真電はこの合併に伴い、老朽化し且つ業績が悪化している店舗の閉鎖を進め、2007年2月までに物見山店（新潟市、現東区）と六日町店（南魚沼市）の2店舗を閉店した。
また、真電と資本・業務提携を行っていたラオックスは合併前、真電株の17.6%にあたる201万1千株を所有する筆頭株主であったが、業務提携はノジマとの合併と同時に解消した。なお株式交換に伴って、真電の株主には真電の普通株式1株に対してノジマ株0.53株が割り当てられた。これによってラオックスがノジマ株を保有することになり、両社相互間で経営協力が行われるようになった。2008年4月からの一時期には、ノジマ・ラオックス双方が店舗再編を実施する過程において、閉鎖店舗のアフターケアを両社相互間で委託し合う形式を執るなどといった手法が用いられた。2009年2月、ラオックスは郊外型店舗の一部を会社分割によってノジマに譲渡する方針を一旦決定した。だが具体的な譲渡方法で合意に達せず、ラオックス側からの申し出により3月末に合意は破棄。ラオックスの郊外型店舗は全て順次閉店することとなった。その後、ノジマは店舗閉鎖により余剰となったラオックスの従業員約200名を再雇用している。ラオックスは中国第2位の家電量販店チェーン蘇寧電器集団と資本業務提携し、2009年8月から同グループ傘下となった。2009年に発表されたノジマのコーポレート・ガバナンスに依ると、大株主からラオックスの名前が消えているため、両社の間からは資本関係が無くなった模様。

### ノジマ合併後

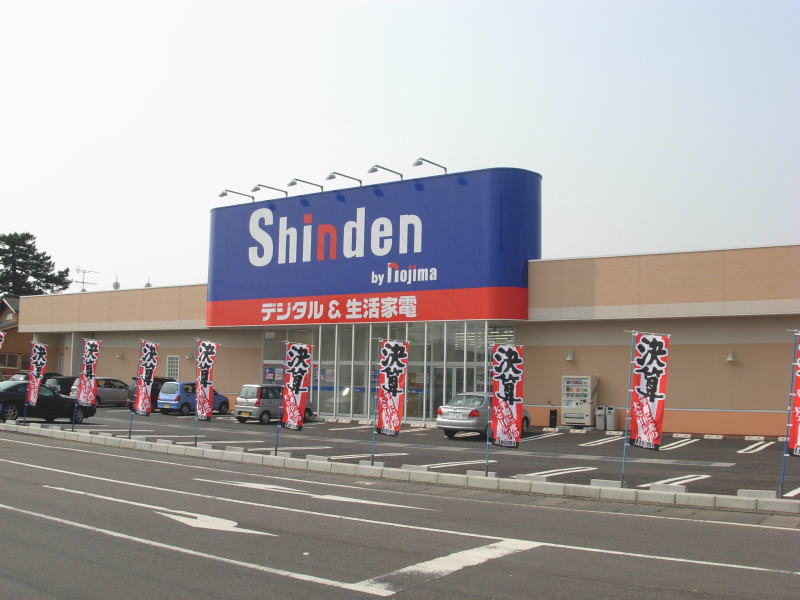
2007年3月10日に移転した真電白根店（新潟市南区）は、ノジマ合併直後のモデル店舗に位置付けられていた（2008年3月13日撮影、店舗は2013年12月1日を以って閉店）

真電はノジマに合併した時点で21店舗が営業を行っていたが、このうち1店舗を除く全ての店舗が赤字運営となっていた。ノジマは真電の業績不振が予想以上に深刻であったことから、業務規模を縮小してでも黒字化を最優先する方針を執ることになった。特に業績が悪く回復の見込みがない店舗を閉鎖して近隣店に運営を統合し、また既存店についても移転もしくは改装・改築により増床を行うなどスクラップアンドビルドを実施して業績改善を図っている。その一例として、新潟市南区白根地区にある「真電白根店」は、同区親和町にあった旧店舗の老朽化に伴って合併後のモデル店舗と位置づけられ、3月10日、同区田中・戸頭地内にある「原信マーケットシティ白根」の西側区画に新築移転した。また、業績が著しく悪化していた前述の新潟本店は店舗再編の対象となり、7月1日を以って閉店した。加えて同市中央区弁天橋通の「真電Hiリビングプラザ」は生活家電に特化した商品を揃えていたが業績が伸び悩み、この新潟本店とリビングプラザの両店舗を統合する形で10月26日、同市江南区下早通柳田のイオン新潟南ショッピングセンター（現在のイオンモール新潟南）内に「ノジマ イオン新潟南店」として移転オープンした。ノジマは同店を新潟県内の旗艦店に位置付けており、県内のノジマ店舗最大の売場面積を有し、且つ「真電」のブランドを冠さない初の店舗である。
なお、ノジマは店舗再編を公表した当初、新潟本店跡の建物を不動産として賃貸もしくは売却を行う意向を示していた。市内中心部の立地とあって、その後の活用方法が注視されていたが、2009年初め、上越市に本社を置き結婚式場の運営などを行う「ティーエスエスアソシエイツ」がこの本店跡の建物を取得した。同社は約8億円をかけて建物を改修し、6月29日に結婚式場「ザ・ジャポナイズ」を開業した。
前述の通り、ノジマは吸収合併直後は「真電」の店舗ブランド名を活用して新潟県内で事業展開を進める意向だったが、旧真電店舗のうち2009年以降に新築移転や改修を実施した箇所では店舗ブランドから「真電」を省き、単なる「ノジマ」へ改称している。また店舗の内外装についても前述の白根店をモデルとせず、首都圏のノジマの郊外型店舗とほぼ同様のデザインが踏襲されている。加えて折り込みチラシ、テレビCMなどの広告媒体でも「真電」を省き「ノジマ」の社名のみの表記に順次変更されている。
ノジマの「スーパーポイントカード」は、真電各店舗でもノジマ他店同様に使用できる。また、一部店舗の店頭には来店ポイントが付与できる「ポイントゲッター」が設置されている。
一方、新潟県内では前述のコジマ、ヤマダ、上新、ケーズもノジマ同様に新店舗の出店やスクラップアンドビルドを進めるなど販売力の強化を図り続けている。また石丸電気がエディオングループの経営合理化策の一環として2008年9月に全面閉店し、2009年2月には新潟駅南口にビックカメラが出店するなど大手各社の撤退・進出も相次いでおり、県内における家電量販店各社間の販売競争は現在も激化の一途をたどっている。

## 店舗
ノジマは2023年現在、新潟県内で計10店舗の家電量販店の営業を行っており、かつては店名に「真電」を冠していたが現在、「真電」を冠する店舗は村上店を最後に消滅した。
イオン新潟南店（新潟市江南区・イオンモール新潟南1階）は、前述の通り新潟地区のノジマ・真電の旗艦店に位置付けられている。
また2009年以降、新築移転や既存店舗の改築・改修、再出店などで新装した見附店（見附市）、巻店（新潟市西蒲区）、小出店（魚沼市）、イオン新潟西店（新潟市西区）は、いずれも新装オープンと同時に「真電」を冠さない「ノジマ」に改称している。
一方、佐渡店は2008年3月16日に一旦閉店後、業態を携帯電話専門店に縮小して営業を再開。家電は取り扱っていない。

### 閉鎖・統合した店舗
ノジマと合併した2007年3月以降に閉店した「真電」の店舗は下記の通り。合併後は、他社との競合が激しく業績改善が見込めない店舗や老朽化が著しい店舗を中心に統廃合が進められている。
- 新潟本店（新潟市中央区万代） - 2007年7月1日閉店、イオン新潟南店（イオンモール新潟南内）へ移転。
- 吉田店（燕市吉田大保町） - 2007年7月16日閉店
- 上越店（上越市下門前） - 2007年7月29日閉店。跡地にはアピナ上越インターが出店。
- 新津店（新潟市秋葉区程島字萱の中） - 2007年10月21日閉店
- Hiリビングプラザ（新潟市中央区弁天橋通） - 2007年10月21日閉店、イオン新潟南店へ統合
- 加茂店（加茂市大郷町） - 2008年2月3日閉店
- 新発田店（新発田市舟入町） - 2008年2月24日閉店
- 小新店（新潟市西区小新南、新潟サティ3階） - 2008年4月6日閉店、イオン新潟南店へ統合。
  - 小新店の店舗跡には同月26日、上新電機（ジョーシン）新潟サティ店（のちの店舗ブランド改称に伴いイオン新潟西店に改称）が出店し、2013年11月10日に移転のため閉店（同月22日、近隣地に亀貝店として個店舗を開店）。代わって同年12月7日、ノジマが後述の白根店を移転する形でイオン新潟西店として再出店した。
- 三条店（三条市旭町） - 2008年6月8日閉店
- 長岡店（長岡市堺東町） - 2008年6月8日閉店
- 柏崎店（柏崎市三和町） - 2008年9月15日閉店
- 新井店（妙高市栗原） - 2012年3月18日閉店。跡地はイエローハットが出店。
- 中条店（胎内市大川町） - 閉店時期不明。跡地はすき家が出店。
- 白根店（新潟市南区）- 2013年12月1日閉店、イオン新潟西店へ移転

### ラオックス真電
真電と設立した合弁企業「ラオックス真電」が展開していた店舗。既存店の一部を改装した他、新規で大型店舗の出店なども行ったが、前述の通りラオックス真電は業績不振のため2005年に解散し、事業は真電に一本化された。さらに真電とラオックスとの業務提携についても、真電がノジマに吸収合併された際に解消している。
なお、2013年12月時点でノジマグループの店舗として営業を継続しているのは村上店・イオン新潟西店・十日町店・佐渡店の4店舗のみで、それ以外の店舗は全て閉店している（下記の※を付した店舗）。
- 新発田店※（新発田市舟入町） - 真電新発田店内に2000年12月2日開店した1号店[2]。
- 新潟コンピュータ館※（新潟市中央区南出来島） - 真電メディア館をリニューアルして2001年3月1日開店した2号店[2]。現在はゲオ南出来島店。
- 佐渡店（佐渡市泉字嶋の前、当時佐渡郡金井町） - 真電佐渡店内に2001年9月28日開店した3号店[3]。現在は上記の通り、携帯電話専門店として営業している。
- 村上店（村上市仲間町）
- 新津店※（新潟市秋葉区程島字萱の中、当時新津市） - 真電新津店内に2002年3月1日開店[4]。現在は蔦屋書店新津店メディア館。
- 小新店（新潟市西区小新南） - 新潟サティ（現イオン新潟西店）3階にあった。上記の通りジョーシンイオン新潟西店を経て、2013年12月7日にノジマイオン新潟西店として再出店。
- 長岡店※（長岡市堺東町）
- 十日町店（十日町市大字高山） - 真電十日町店内にあった。
- 柏崎店※（柏崎市三和町） - 真電柏崎店内にあった。
- 上越店※（上越市下門前） - 真電上越店内にあった。現在はアピナ上越インター店。